# Songo (Mosambik)
Songo ist eine Kleinstadt in der Provinz Tete (Distrikt: Cahora-Bassa) im Nordwesten Mosambiks. Stand 2007 hatte es eine Bevölkerung von 26.523 Einwohnern. Es wurde am 6. Juli 1972 zum Stadtstatus erhoben.
Die Stadt liegt fünf Kilometer östlich des Cahora Bassa Damm. Es wurde 1969 als Siedlung für die Arbeiter gegründet, die den Damm gebaut haben, und die Stadt ist immer noch von Cahora Bassa abhängig.
Die Stadt verfügt über einen eigenen Flughafen und seit 2009 spielt der Fußballverein UD Songo in der Moçambola, der höchsten Spielklasse des Landes. Die Koordinaten der Stadt sind: 15.61421°S 32.77092°E.